# フィリップ・カッサール
フィリップ・カッサール（Philippe Cassard, 1962年9月12日 ブザンソン - ）はフランスのクラシックピアニスト。

## 来歴
パリ音楽院に学び、ピアノ科と室内楽科で首席に選ばれる。国外でニキタ・マガロフらに師事した後、クララ・ハスキル・ピアノコンクールに入選し、1988年にはダブリン国際ピアノコンクールで優勝している。
シューベルトも得意としているが、現在ではもっぱらドビュッシーの独自の解釈で知られている。カッサールは、いわゆるフォルテピアノ奏者や古楽器奏者ではないものの、ドビュッシーの愛したベヒシュタインとの出逢いを契機に、楽器の響きの特性に霊感を受けた作品解釈によってドビュッシーのピアノ曲全集を録音した。その中では、テンポ設定や奏法・表情づけにおいて、楽譜の指示から自由な傾向が見受けられる。
1998年12月に、リコ・サッカーニ指揮ブダペスト・フィルハーモニー管弦楽団と共演して、ラヴェルの《ピアノ協奏曲》と《左手のためのピアノ協奏曲》をライヴ録音し、卓越した練達な演奏技巧を披露している。